# Paul von Reibnitz

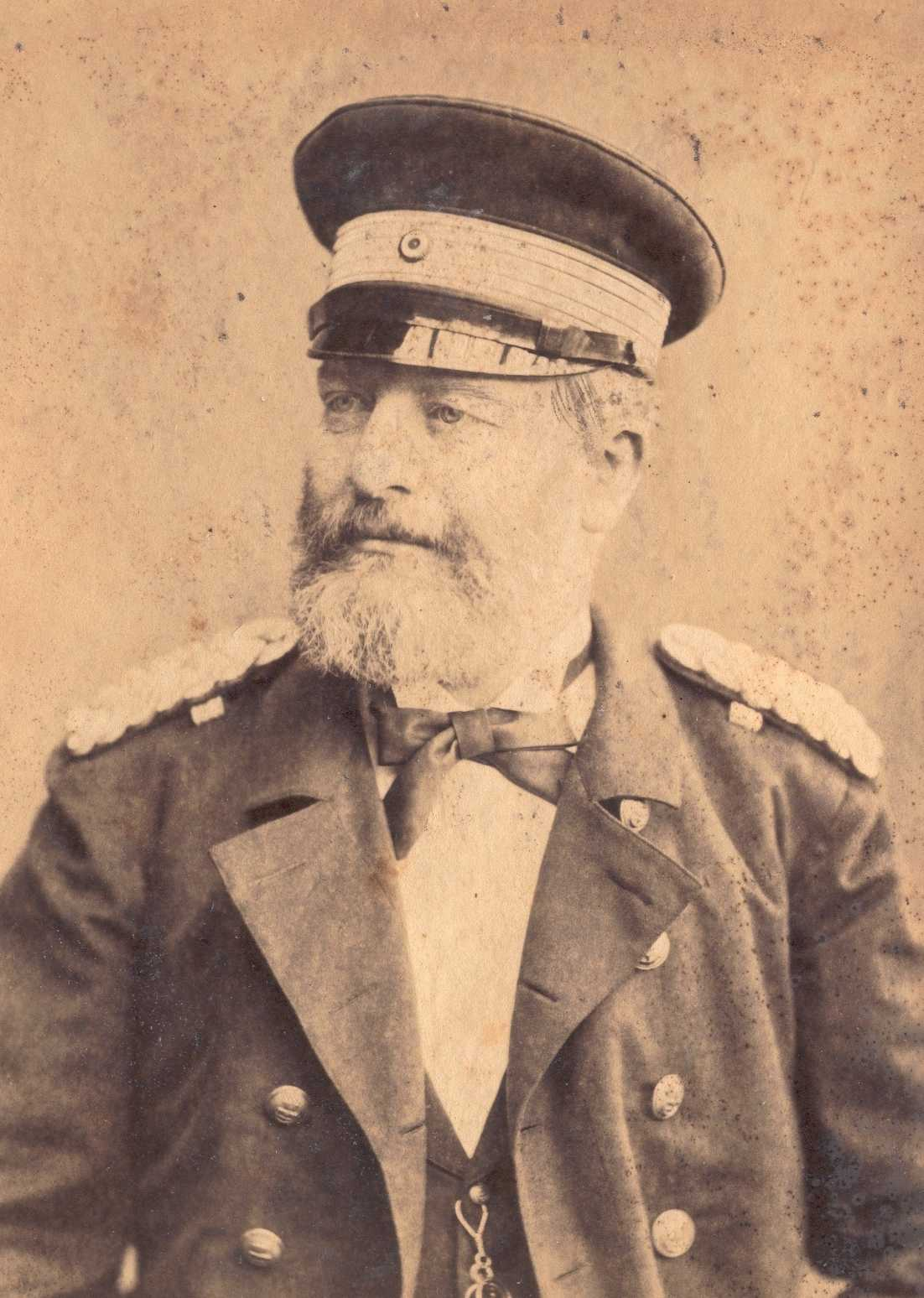
Paul von Reibnitz (1881)

Paul Maximilian Wilhelm Freiherr von Reibnitz (* 12. August 1838 in Breslau; † 14. Februar 1900 in Berlin) war ein deutscher Marineoffizier.

## Familie
Paul war der Sohn von Karl August Theodor Wilhelm Freiherr von Reibnitz (1803–1856) und dessen Ehefrau Adele Antonie Hentschel von Gilgenheimb (1805–1877).
Er heiratete am 21. September 1876 in Berlin Maria Anna Fanny von Hansemann (* 15. Februar 1856). Aus der Ehe gingen folgende Kinder hervor:
- Kurt Gustav Hans Otto Wilhelm (1877–1937)
- Mathilde Antonie Freiin von Reibnitz (* 1880)
- Elisabeth Agnes (* 1883)

## Leben
Im April 1851 trat von Reibnitz in die Koninklijke Marine der Niederlande. Er besuchte unter anderem die Akademie für Land- und Seemacht in Breda. Vom 16. Juni bis 1. August 1855 fuhr er auf der Brigg De Zeehond. Als Seekadett (Adelborst I. Klasse) wurde er am 1. August 1855 verabschiedet.
Unter Beibehaltung seines bisherigen Ranges, trat er am 25. August 1855 in die Preußische Marine ein. Als Seekadett (1899 umbenannt in Fähnrich zur See) kam von Reibnitz zum Matrosenkorps, auf das Kasernenschiff Barbarossa und auf Thetis. Nach vier Monaten am Seekadetteninstitut Berlin kehrte er im Oktober 1858 als Kompanieoffizier auf die Barbarossa zurück und erhielt im Dezember 1858 das Patent als Fähnrich zur See (1864 umbenannt in Unterleutnant zur See). Seit dem 1. April 1859 fuhr er als Wach- und Navigationsoffizier auf Hela, Schulschiff Mercur, Arcona, Frauenlob und Thetis. Am 16. Dezember 1862 kam er für ein halbes Jahr als Kompanieführer zur Schiffsjungenkompanie. Die zweite Jahreshälfte 1863 verbrachte er als Leutnant zur See auf Niobe. Anfang 1864 für einige Wochen bei der 3. Flottillendivision, wurde er Kommandant der Kanonenboote Habicht und Cyclop.
Im Herbst 1864 kam er als Kapitänleutnant und Adjutant zum Oberkommando der Marine, anschließend für ein halbes Jahr als Navigationslehrer an das Seekadetteninstitut. Am 15. Juni 1865 wurde er Kadettenlehrer, am 18. August 1866 Erster Offizier auf der Niobe.
Am 1. Juli 1867 wurde er als Führer der Handwerkerkompanie I. Werftdivision in Kiel beordert. Seit dem 10. Oktober 1867 war er zugleich Navigationslehrer an der Marineschule Kiel. Am 11. Mai 1869 wurde er als Navigationsoffizier auf die Panzerfregatte Kronprinz, am 22. September desselben Jahres als Erster Offizier auf die Gedeckte Korvette Elisabeth versetzt.
Seit dem 25. Januar 1870 Korvettenkapitän, wurde er am 24. April 1870 als Dezernent und Vorstand des Hydrographischen Bureaus zur Admiralität geholt. Bei der Mobilmachung zum Deutsch-Französischen Krieg wurde er zur Dienstleistung beim Generalstab kommandiert, als Marineberater im Großen Hauptquartier. Zugleich war er seemännischer Berater der Rheinarmee bei der Belagerung von Straßburg.
Um den Jahreswechsel 1871/72 Kommandant, kam er Ende Januar 1871 zum Besatzungsstamm Elisabeth. Am 15. April 1872 ging er für ein halbes Jahr als Kommandant auf Rover. Seit 13. Oktober 1872 Führer der 1. Abteilung der I. Werftdivision, wurde er am 16. April 1873 Kommandant von Hertha. Fünf Monate später, am 1. Oktober 1873, wechselte er als Kommandant auf das Seekadettenschulschiff Arcona. Am 20. Februar 1875 wurde er zum Kapitän zur See befördert.
Am 17. Februar 1876 wurde er für gut fünfeinhalb Jahre Kommandeur der I. Matrosen-Division. Zwischenzeitlich war er wiederholt Kommandant der Panzerfregatte Friedrich der Große sowie von Juni 1877 bis November 1878 nochmals auf der Arcona.
Am 3. Oktober 1881 wurde er zur Verfügung des Chefs der Marinestation der Ostsee gestellt und zur Marineakademie und -schule (Kiel) kommandiert. Am 17. November 1881 wurde er zu ihrem Direktor (zugleich zum Mitglied der Studienkommission) ernannt, der er über fast fünf Jahre blieb. Seit dem 16. August 1883 Konteradmiral, war er ab 25. März 1885 zugleich Direktor des Bildungswesens der Marine. Vom 8. bis 20. September 1886 wurde er wieder zur Verfügung des Chefs der Marinestation der Ostsee gestellt. Am 19. März 1889 wurde er mit nur 51 Jahren verabschiedet.
Paul von Reibnitz starb 1900 im Alter von 61 Jahren in Berlin und wurde auf dem Alten St.-Matthäus-Kirchhof in Schöneberg beigesetzt. Das Grab ist nicht erhalten geblieben.